# Горицко
Вижте пояснителната страница за други значения на Горенци.
Горицко или Горско или Горенци (на гръцки: Αγραπιδια, Аграпидия или Αγραπιδιές, Аграпидиес, катаревуса: Αγραπιδέαι, Аграпидее, до 1926 година Γκόρισκο или на катаревуса Γκόρισκον, Гориско/н) е село в Република Гърция, в дем Суровичево, област Западна Македония.

## География
Селото е разположено в северната част на котловината Саръгьол на 48 километра южно от град Лерин (Флорина) и на един километър западно от Айтос в подножието на рида Радош, част от планината Вич на главния път от Суровичево (Аминдео) за Костур (Кастория).

## История

### В Османската империя
Горицко е старо българско село, в което през XIX век се заселват турци и българското му население го напуска. В селото има руини на стара църква „Свети Харалампи“. Според местна легенда името си Горенци носи от разпространените в околността круши горници. В „Етнография на вилаетите Адрианопол, Монастир и Салоника“, издадена в Константинопол в 1878 година и отразяваща статистиката на населението от 1873 година, Горицка (Goritzka) е посочено като село с 35 домакинства с 85 жители българи. В 1889 година Стефан Веркович пише за Горицко:
| „ | В подножието на същата планина [Невеска], накрая на рибното езеро Бламбур, на брега на което расте тръстика е разположено село Икориска с 15 мохамедански къщи. Данъкът на това село е 1750 пиастри. Околностите му са гористи. | “ |

Гьорче Петров представя селото като турско с 20 къщи.
Според статистиката на Васил Кънчов („Македония. Етнография и статистика“) в 1900 година Горенци има 100 жители турци и 35 жители цигани.
На Етнографската карта на Битолския вилает на Картографския институт в София от 1901 година Горско е чисто турско село в Леринската каза на Битолския санджак с 18 къщи.
Според Наум Темчев в 1903 година селото е турско.

### В Гърция
През Балканската война в селото влизат гръцки части и след Междусъюзническата Горицко попада в Гърция. Боривое Милоевич пише в 1921 година („Южна Македония“), че Горско има 25 къщи турци. След разгрома на Гърция в Гръцко турската война в 1922 година мюсюлманското население напуска Горицко и на негово място са заселени понтийски и тракийски гърци, бежанци от Турция. В 1928 година в селото е чисто бежанско с 12 бежански семейства и 82 жители. В 1926 година селото е прекръстено на Аграпидее.
След Гражданската война в селото са заселени и малък брой колонисти от Епир. До 2011 година Горицко е част от дем Айтос.
| Име     | Име       | Ново име     | Ново име     | Описание                                               |
| ------- | --------- | ------------ | ------------ | ------------------------------------------------------ |
| Себлици | Σέμπλιτσι | Сирти Корифи | Σύρτη Κορυφή | възвишение на ЮИ от Горицко над езерото Зазари (655 m) |

Преброявания
- 1913 – 114 жители
- 1920 – 162 жители
- 1928 – 102 жители
- 1940 – 190 жители
- 1951 – 190 жители
- 1961 – 219 жители
- 1971 – 200 жители
- 2001 – 250 жители
- 2011 – 120 жители

## Личности
Родени в Горицко
- Димостенис Теохаридис (1914 - 2019), гръцки политик
- Михаил Теохаридис (р. 1947), гръцки юрист, съдия и председател на Върховния съд

Починали в Горицко
- Гиго (Хаджикиров) Аджикиров (1912 – 6 декември 1948), гръцки комунист от Горно Върбени, загинал като капитан от ДАГ при село Горицко[13]